# Lena Allansdotter
Lena Carin Allansdotter Lindqvist, känd som Lena Allansdotter, född 24 juni 1946 i Sundsvall, död 30 januari 1997 i Katarina församling i Stockholm, var en svensk skådespelare.
Hon är begravd på Sundsvalls Gustav Adolfs kyrkogård.

## Filmografi
- 1966 – Träfracken
- 1970 – Stockholmssommar

### Fotnoter
1. ↑  ”Lena Allansdotter”. Svensk Filmdatabas. http://www.sfi.se/sv/svensk-filmdatabas/Item/?type=PERSON&itemid=68945&ref=%2ftemplates%2fSwedishFilmSearchResult.aspx%3fid%3d1225%26epslanguage%3dsv%26searchword%3dLena+Allansdotter%26type%3dPerson%26match%3dBegin%26page%3d1%26prom%3dFalse. Läst 19 september 2012.
2. ↑  ”Lena Carin Allansdotter”. Gravar.se. https://gravar.se/forsamling/medelpads-sodra-pastorat/sundsvalls-gustav-adolf/viu/lena-carin-allansdotter-d1219. Läst 2 juni 2025.